# Tanzensemble
Ein Tanzensemble ist eine Gruppe von Tänzern unter Leitung eines Choreografen. Tanzensembles werden als Ballettkompanie oder auch Corps de ballet als Sparte an einem Opernhaus oder Tanztheaterensemble an einem Stadttheater geführt. Unabhängige Tanzensembles wie die The Forsythe Company werden als PPP Kulturunternehmen von einer gemeinnützigen Gesellschaft mbH getragen. In Zusammenarbeit mit Sängern und Musikern bilden sie ein Opernensemble.  